# 小月教育航空群
小月教育航空群（おづききょういくこうくうぐん、英称：Air Training Group Ozuki）とは、海上自衛隊の教育航空集団に属する教育航空群のひとつであり、海上自衛隊の航空部隊の基幹となるパイロット及び戦術航空士（TACO）を養成する第一の部隊である。部隊は小月航空基地（山口県下関市）に所在しており、群司令は1等海佐（一）をもって充てられている。

## 概要
航空学生や幹部学生は、小月教育航空隊で基礎教育（航空学生約１年4ヶ月、幹部学生約3ヶ月）を受けた後、第201教育航空隊で飛行訓練を行う。第201教育航空隊での訓練期間中に固定翼要員、回転翼要員、戦術航空士要員に進路が分かれる。なお、海上自衛隊のパイロット及び戦術航空士は例外なく全員、小月教育航空隊を修業している。また、陸上自衛隊と海上保安庁から固定翼機操縦士の教育を受託しており、若干名が共に訓練を受けている。

## 沿革
- 1964年（昭和39年）7月25日：「臨時小月派遣隊」として新編。
- 1965年（昭和40年）3月25日：臨時小月派遣隊が「小月教育航空群」として新編。鹿屋教育航空群第201教育航空隊が鹿屋航空基地から小月航空基地に移転し、隷下に編入。

※新編時の編成（司令部・第201教育航空隊・第203支援整備隊・小月航空基地隊）。
- 1968年（昭和43年）11月30日：教育航空集団直轄第221教育航空隊が館山航空基地から小月航空基地に移転し、隷下に編入。
- 1980年（昭和55年）4月17日：小月航空基地隊隷下に「小月救難飛行隊」が新編。
- 1989年（平成元年）3月22日：第201教育航空隊にT-5が配備。
- 1991年（平成03年）3月3日：第203航空機整備隊が廃止。
- 1997年（平成09年）3月24日：第221教育航空隊を「小月教育航空隊」に、第203支援整備隊を「第201支援整備隊」に改称。
- 1998年（平成10年）12月8日：補給整備部門の組織改編により第201支援整備隊を「第201整備補給隊」に改編。
- 2008年（平成20年）3月26日：体制移行による部隊改編により、第201検査隊及び小月救難飛行隊が廃止。救難飛行隊所属機は大村航空基地に移転し、第22航空群「第72航空隊」を新編。
- 2018年（平成30年）3月23日：航空部隊の改編により、小月航空基地隊の警衛隊、運航隊地上救難班、管理隊車両班が統合され「小月航空警備隊」に改編。

## 部隊編成

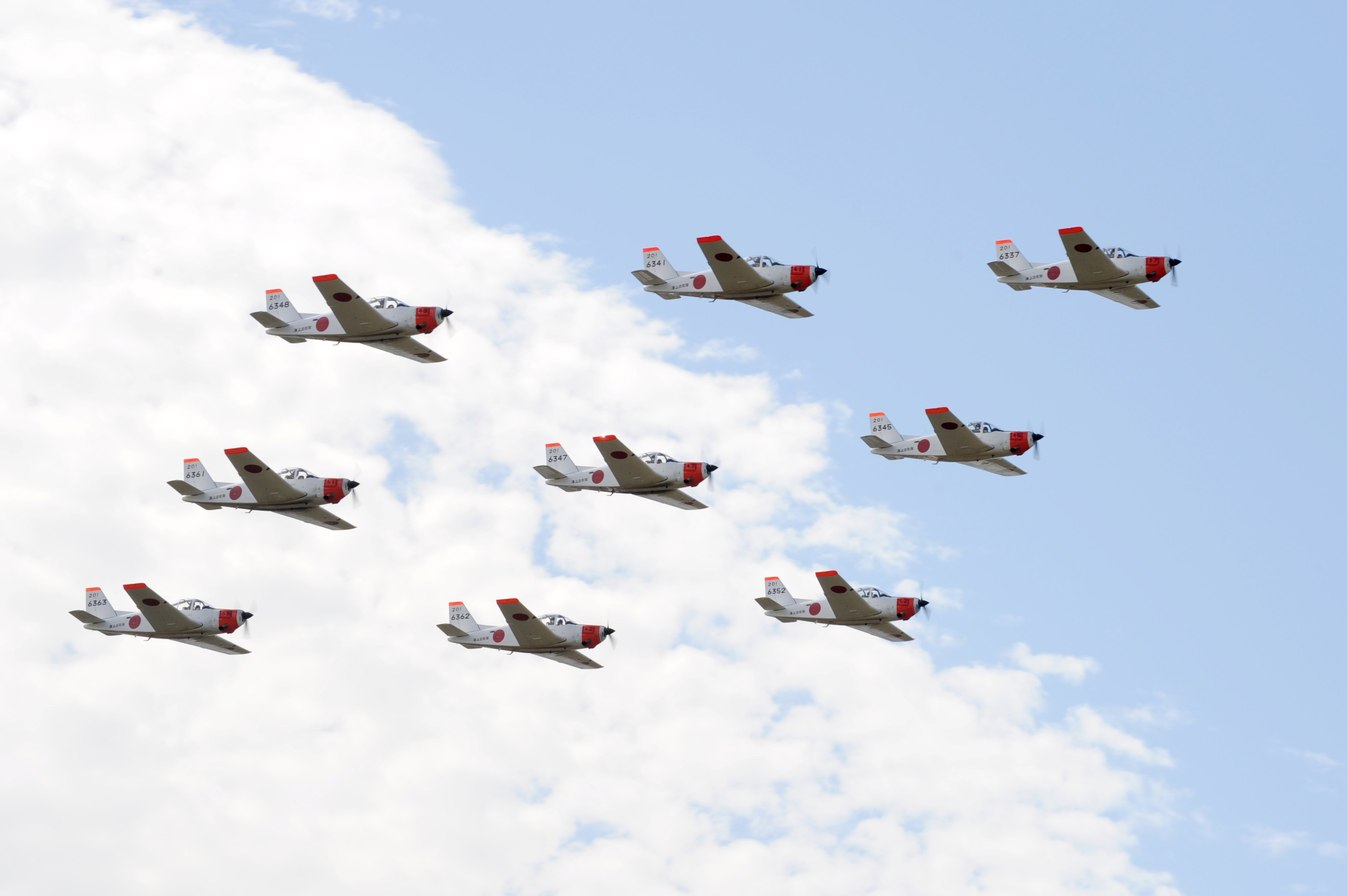
T-5

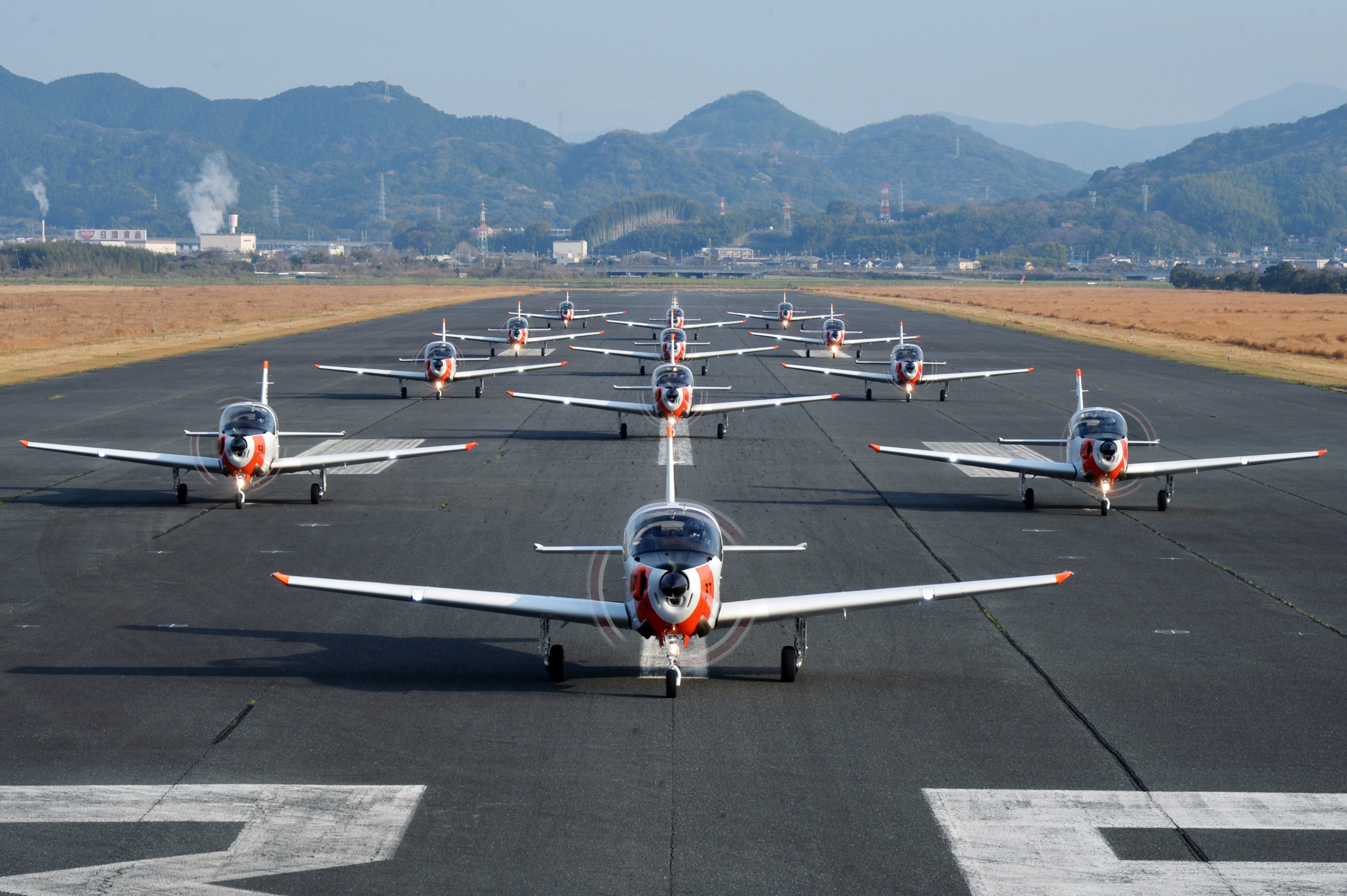
T-5によるエレファントウォーク

- 小月教育航空群司令部（小月航空基地）
  - 小月教育航空隊
    - 隊本部
    - 小月教育隊
    - 小月学生隊

  - 第201教育航空隊：T-5
    - 隊本部
    - 第201教育飛行隊
    - 第201列線整備隊
    - 第201学生隊

  - 第201整備補給隊
    - 隊本部
    - 第201電子整備隊
    - 第201補給隊

  - 小月航空基地隊
    - 隊本部
    - 小月管理隊
    - 小月航空警備隊
    - 小月運航隊
    - 小月経理隊
    - 小月厚生隊
    - 小月航空衛生隊

## 設置されている課程
- 航空学生課程
- 飛行準備課程
- 幹部航空基礎課程
- 操縦士基礎（共通）課程
- 操縦士基礎（固定翼）課程
- 操縦士基礎（回転翼）課程

## 主要幹部
| 官職名              | 階級    | 氏名     | 補職発令日     | 前職                                        |
| ------------------- | ------- | -------- | -------------- | ------------------------------------------- |
| 小月教育航空群司令  | 1等海佐 | 井上貴嗣 | 2025年08月01日 | 佐世保教育隊司令                            |
| 首席幕僚            | 1等海佐 | 中釜真司 | 2025年04月07日 | 第22航空隊副長                              |
| 小月教育航空隊司令  | 1等海佐 | 寺本好孝 | 2025年06月01日 | 下総教育航空群司令部首席幕僚                |
| 第201教育航空隊司令 | 1等海佐 | 川合文子 | 2024年04月05日 | 海上幕僚監部防衛部装備体系課 技術・研究班長 |
| 第201整備補給隊司令 | 1等海佐 | 渡邊渉   | 2025年08月01日 | 特別警備隊長                                |
| 小月航空基地隊司令  | 1等海佐 | 出口太一 | 2023年08月21日 | 海上幕僚監部防衛部施設課基地対策班長        |

| 代 | 氏名       | 在任期間                      | 出身校・期            | 前職                                                         | 後職                                                    | 備考                    |
| -- | ---------- | ----------------------------- | --------------------- | ------------------------------------------------------------ | ------------------------------------------------------- | ----------------------- |
| 01 | 宮武 豊    | 1965年3月25日 1965年11月15日  | 海兵65期              | 教育航空集団司令部幕僚長 →1965年3月16日 教育航空集団司令部付 | 航空集団司令部幕僚長                                    |                         |
| 02 | 後藤仁一   | 1965年11月16日 1967年7月15日  | 海兵66期              | 海上幕僚監部防衛部運用課運用班長                             | 海上幕僚監部先任副監察官                                |                         |
| 03 | 坂本照道   | 1967年7月16日 1968年5月6日    | 海兵65期              | 鹿屋教育航空群司令                                           | 停年退官                                                |                         |
| 04 | 永野 勉    | 1968年5月7日 1970年5月15日    | 海兵67期              | 教育航空集団司令部幕僚長                                     | 海上自衛隊東京業務隊付 →1970年6月2日 停年退官           |                         |
| 05 | 石田鏡三   | 1970年5月16日 1972年12月15日  | 海兵69期              | 大湊地方総監部防衛部長                                       | 第1航空群司令                                           |                         |
| 06 | 佐野好男   | 1972年12月16日 1975年7月31日  | 海兵71期              | 防衛大学校教授                                               | 海上自衛隊東京業務隊付 →1976年1月1日 退職（海将補昇任） |                         |
| 07 | 田ケ原俊彦 | 1975年8月1日 1977年6月30日    | 海兵73期              | 航空集団司令部幕僚                                           | 第2航空群司令                                           |                         |
| 08 | 河野忠雄   | 1977年7月1日 1978年3月15日    | 海兵73期              | 大湊航空隊司令                                               | 第4航空群司令                                           |                         |
| 09 | 鈴木 真    | 1978年3月16日 1979年6月30日   | 海兵73期              | 海上幕僚監部防衛部防衛課業務班長                             | 海上幕僚監部防衛部副部長                                |                         |
| 10 | 古閑健一郎 | 1979年7月1日 1980年6月30日    | 熊本大・ 3期幹候      | 海上幕僚監部防衛部教育第2課長                                | 航空集団司令部幕僚長                                    |                         |
| 11 | 小川英夫   | 1980年7月1日 1981年6月30日    | 九州大・ 4期幹候      | 海上幕僚監部防衛部教育第2課長                                | 第2航空群司令                                           |                         |
| 12 | 寺井愛宕   | 1981年7月1日 1982年8月31日    | 海保大2期・ 6期幹候   | 自衛艦隊司令部幕僚                                           | 第2航空群司令                                           | 1982年1月1日 海将補昇任 |
| 13 | 武内正博   | 1982年9月1日 1984年2月9日     | 関西学院大・ 6期幹候  | 海上幕僚監部先任副監察官                                     | 教育航空集団司令部付 →1984年3月16日 同司令部幕僚長      |                         |
| 14 | 伊藤達二   | 1984年2月10日 1985年2月28日   | 防大2期               | 海上幕僚監部総務部人事課長                                   | 第1航空群司令                                           | 海将補                  |
| 15 | 農塚開志   | 1985年3月1日 1986年12月4日    | 海保大3期・ 8期幹候   | 第61航空隊司令                                               | 中央通信隊群司令                                        |                         |
| 16 | 梶山仁志   | 1986年12月5日 1988年7月31日   | 海保大3期・ 8期幹候   | 八戸航空基地隊司令                                           | 退職（海将補昇任）                                      |                         |
| 17 | 安藤 直    | 1988年8月1日 1989年12月14日   | 防大4期               | 海上幕僚監部人事教育部 人事課援護室長                        | 教育航空集団司令部幕僚長                                |                         |
| 18 | 平川俊郎   | 1989年12月15日 1992年4月9日   | 防大5期               | 下総航空基地隊司令                                           | 退職（海将補昇任）                                      |                         |
| 19 | 熊野梁一   | 1992年4月10日 1994年3月22日   | 防大6期               | 教育航空集団司令部幕僚                                       | 需給統制隊付 →1994年6月14日 定年退官                    |                         |
| 20 | 佐野克己   | 1994年3月23日 1995年7月31日   | 防大7期               | 海上自衛隊幹部学校主任教官                                   | 海上自衛隊幹部学校教育部長                              |                         |
| 21 | 細川宜晃   | 1995年8月1日 1996年12月1日    | 防大8期               | 厚木航空基地隊司令                                           | 退職（海将補昇任）                                      |                         |
| 22 | 宮地 稔    | 1996年12月2日 1999年3月31日   | 防大10期              | 呉教育隊司令                                                 | 退職（海将補昇任）                                      |                         |
| 23 | 田中 太    | 1999年4月1日 2001年4月1日     | 防大12期              | 教育航空集団司令部幕僚長                                     | 退職（海将補昇任）                                      |                         |
| 24 | 藤本正則   | 2001年4月2日 2002年9月19日    | 防大14期              | 電子情報支援隊司令                                           | 海上自衛隊東京業務隊付 →2003年1月9日 定年退職           |                         |
| 25 | 和田 晃    | 2002年9月20日 2003年7月31日   | 防大14期              | 鹿屋航空基地隊司令                                           | 海上自衛隊東京業務隊付 →2003年11月13日 定年退職         |                         |
| 26 | 遠山和雄   | 2003年8月1日 2004年12月20日   | 東海大・ 25期幹候     | 統合幕僚会議事務局第3幕僚室 中央指揮所管理運営室長           | 退職（海将補昇任）                                      |                         |
| 27 | 木村 啓    | 2004年12月20日 2006年4月10日  | 同志社大・ 24期幹候   | 航空管制隊司令                                               | 退職（海将補昇任）                                      |                         |
| 28 | 安田義人   | 2006年4月10日 2007年12月3日   | 防大19期              | 第51航空隊司令                                               | 退職（海将補昇任）                                      |                         |
| 29 | 長内辰也   | 2007年12月3日 2009年4月1日    | 防大20期              | 防衛大学校教授                                               | 退職（海将補昇任）                                      |                         |
| 30 | 後藤忠司   | 2009年4月1日 2010年3月29日    | 防大21期              | 教育航空集団司令部幕僚長                                     | 退職（海将補昇任）                                      |                         |
| 31 | 伊東健一   | 2010年3月29日 2011年7月1日    | 防大22期              | 教育航空集団司令部幕僚長                                     | 退職（海将補昇任）                                      |                         |
| 32 | 小沼誠一郎 | 2011年7月1日 2013年8月19日    | 防大24期              | 海上自衛隊幹部学校主任教官                                   | 海上自衛隊東京業務隊付 →2013年11月8日 退職              |                         |
| 33 | 林 稔夫    | 2013年8月20日 2015年3月21日   | 防大27期              | 海上幕僚監部防衛部施設課長                                   | 死去（海将補昇任）                                      |                         |
| 34 | 春花和広   | 2015年3月26日 2016年12月15日  | 防大27期              | 海上幕僚監部首席法務官                                       | 退職（海将補昇任）                                      |                         |
| 35 | 柴田俊司   | 2016年12月16日 2018年11月29日 | 法政大・ 36期幹候     | 海上自衛隊幹部学校運用教育研究部 図演装置運用課長            | 退職（海将補昇任）                                      |                         |
| 36 | 井上竜三   | 2018年11月30日 2019年11月30日 | 防大35期              | 海上幕僚監部総務部総務課 情報公開・個人情報保護室長          | 下総教育航空群司令                                      |                         |
| 37 | 坂本太郎   | 2019年12月1日 2022年3月29日   | 42期幹候              | 海上幕僚監部首席法務官 兼 海上自衛隊幹部学校                 | 退職（海将補昇任）                                      |                         |
| 38 | 富田一成   | 2022年3月30日 2023年9月9日    | 航学37期・ 43期飛幹候 | 航空管制隊司令                                               | 退職                                                    |                         |
| 39 | 木内啓人   | 2023年9月10日 2025年7月31日   | 明治大学・ 41期幹候   | 統合幕僚監部総務部人事教育課 計画室長                        | 退職（海将補昇任）                                      |                         |
| 40 | 井上貴嗣   | 2025年8月1日                  |                       | 佐世保教育隊司令                                             |                                                         |                         |